# Maiquinique
Maiquinique is een gemeente in de Braziliaanse deelstaat Bahia. De gemeente telt 12.448 inwoners (schatting 2009).